# Lê Hùng (đạo diễn)
Lê Hùng (sinh năm 1952) là đạo diễn sân khấu người Việt Nam, ông được biết đến qua các vở kịch thành công như Người ngựa, ngựa người, Bệnh nói nhiều hay chuỗi chương trình Đời cười. Được khán giả và người trong ngành gọi là "sói già" hay "phù thủy sân khấu", cùng với Nghệ sĩ nhân dân (NSND) Doãn Hoàng Giang và NSND Ngô Xuân Huyền là ba nam đạo diễn sân khấu hàng đầu miền Bắc, họ đã tạo nên một thời vàng son cho lĩnh vực sân khấu Việt Nam.

## Tiểu sử
Lê Hùng sinh năm 1952 tại Hà Nội, trong một gia đình có truyền thống nghệ thuật, là hậu duệ của nghệ sĩ Lê Văn Khúc, từ nhỏ đã bộc lộ khả năng diễn xuất thiên phú cùng đam mê trở thành đạo diễn sân khấu. Từ năm 8 tuổi, ông đã gây ấn tượng khi có thể độc diễn, hóa thân vào các nhân vật và trình diễn trọn vẹn trích đoạn "Tuần Ty, Đào Huế" của vở chèo Chu Mãi Thần cùng đoàn nghệ thuật Thanh Kỳ – đoàn kịch gia đình ông do Thanh Kỳ – ông nội của Lê Hùng lập nên. Thanh Kỳ cùng với Tân Việt là hai đoàn cải lương nổi tiếng miền bắc từ những năm 1930, sau này Thanh Kỳ kết hợp với nhiều đoàn khác trở thành Đoàn cải lương Liên khu IV và cuối cùng là Đoàn cải lương Trung ương.

## Sự nghiệp

### Diễn viên kịch
Lê Hùng học diễn xuất, lớp diễn viên kịch khóa II (1968–1971) cùng Tất Bình, Anh Dũng, Tiến Đạt tại trường Sân khấu Việt Nam. Lớp diễn viên này được nghệ sĩ Hà Nhân và Chu Ngọc đào tạo để cung cấp nhân sự cho Nhà hát Thanh thiếu niên. Sau khi tốt nghiệp, ông cùng các bạn học Tất Bình, Bằng Thái, Tiến Đạt về làm diễn viên của Đoàn kịch Quảng Ninh vì Nhà hát Thanh thiếu niên lúc này đã giải thể, dù bị loạn thị nhưng ông vẫn tìm cách xung phong vào chiến trường. Lê Hùng từng giữ chức vụ Tiểu đội trưởng trinh sát, từng chiến đấu tại Tây Ninh và biên giới Campuchia trước khi được Đoàn văn công Tổng cục chính trị nhận về.
Chiến tranh kết thúc. Năm 1976, ông xuất ngũ và làm diễn viên của Nhà hát Kịch Quân đội. Năm 1978, nghệ sĩ Hà Nhân được sự đồng ý của Bộ Văn hóa Thông tin đã đưa ông về xây dựng Nhà hát Tuổi trẻ. Ông tiếp tục sự nghiệp trong vai trò diễn viên, nghệ sĩ kịch câm và là giảng viên đào tạo khóa diễn viên đầu tiên của Nhà hát như Lê Khanh, Anh Tú, Lan Hương, Minh Hằng, Chí Trung...
Năm 1980, Lê Hùng được kết nạp vào Đảng Cộng sản Việt Nam. Năm 1982, Nhà hát Tuổi trẻ đưa vở diễn Sống mãi tuổi 17 tham gia Hội diễn sân khấu toàn quốc, tại kỳ hội diễn này Lê Hùng đã giành được huy chương vàng cho vai diễn Lý Tự Trọng. Trong cùng năm nghệ sĩ Hà Nhân, lúc này là giám đốc nhà hát, đã cử Lê Hùng đi học tại Trường Đại học Nghệ thuật Sân khấu Quốc gia Liên Xô (GITIS), ông tốt nghiệp năm 1988 và được giữ lại làm giáo sinh trong hai năm. Lê Hùng có dự định ở lại học lên tiến sĩ, nhưng năm 1990, Bộ Văn hóa đã gọi ông trở về.

### Đạo diễn sân khấu
Sau khi về nước, có thể nói là giai đoạn mà tài năng của Lê Hùng bắt đầu đạt đến độ chín. Các tác phẩm của ông đã mang về nhiều huy chương vàng, bạc cá nhân và tập thể trong các kỳ Hội diễn Sân khấu Chuyên nghiệp toàn quốc. Bên cạnh đó, ông cũng giành được nhiều giải thưởng của các Liên hoan Nghệ thuật quốc tế.
Ông đã sáng tạo ra chương trình hài kịch "Đời cười" một thời rất ăn khách của Nhà hát Tuổi trẻ, được bình chọn là 1 trong 10 Sự kiện Văn hóa tiêu biểu năm 2000 và là cảm hứng cho chương "Gala cười" của Đài Truyền hình Việt Nam. Ông cũng là đạo diễn của một số tiểu phẩm như "Người ngựa, ngựa người" hay "Bệnh nói nhiều".
Năm 2007, Lê Hùng được phong tặng danh hiệu Nghệ sĩ Nhân dân đồng thời trở thành giám đốc của Nhà hát Tuổi trẻ. Năm 2009 ông kiêm nhiệm thêm chức vụ Giám đốc Nhà hát Kịch Việt Nam. Lê Hùng trở thành trường hợp đầu tiên một người đồng thời làm giám đốc của hai Nhà hát. Vở kịch đầu tiên ông dàn dựng tại Nhà hát Kịch Việt Nam là "Mỹ nhân và anh hùng". Năm 2010, Lê Hùng là Tổng đạo diễn lễ khai mạc Giỗ tổ Hùng Vương - Lễ hội đền Hùng 2010.
Tháng 4 năm 2012, với sự đồng ý của Bộ Văn hóa - Thể thao - Du lịch, ông công bố sáp nhập hai nhà hát này để thành lập nhà hát Kịch Quốc gia Việt Nam. Tuy nhiên, chỉ một tháng sau đó, quyết định này bị thu hồi vì gặp phản ứng mạnh của các nghệ sĩ mà đại diện là nghệ sĩ Lan Hương – Trưởng đoàn Kịch Hình thể Nhà hát Tuổi Trẻ. Sau sự việc đã có một số nghệ sĩ tiết lộ việc ông chuyên quyền trong thời gian lãnh đạo Nhà hát Tuổi trẻ, sức ép lớn khiến Lê Hùng phải thừa nhận và quyết định nghỉ hưu vào tháng 10 năm 2012. Trong nhiệm kỳ 5 năm tại Nhà hát Tuổi trẻ, Lê Hùng được cho là "một nhà quản lý tồi" vì nhà hát thường trong tình trạng như "bố mẹ đi vắng xa nhà". Các đạo diễn trẻ không có cơ hội thể hiện mình, các diễn viên không được nhận đủ lương dù Nhà hát tổ chức rất nhiều vở diễn.
Trong sự nghiệp đạo diễn, Lê Hùng đã dàn dựng hơn 300 vở kịch, đã có 5 lần liên tiếp được trao tặng danh hiệu đạo diễn xuất sắc nhất ở hội diễn toàn quốc, cùng nhiều giải thưởng của các Liên hoan Nghệ thuật quốc tế.

### Sự nghiêp quản lý
- Giám đốc Nhà hát Tuổi trẻ (2007 – 2012)
- Giám đốc Nhà hát Kịch Việt Nam (2009 – 2012)
- Phó Chủ tịch Hội Nghệ sỹ Sân khấu Việt Nam (2009)
- Chủ tịch Trung tâm ASSITEJ Việt Nam (2007 – 2012)
- Ủy viên sáng lập trong Ban chấp hành Liên minh Sân khấu Châu Á (2011)

## Đời tư
Lê Hùng được báo chí nhắc đến khi đã có 6 đời vợ và 6 người con, 5 gái và 1 trai; nhưng theo ông chỉ có hai người vợ trong số này là chính thức và được đăng ký kết hôn.
Một người phụ nữ có với ông một cô con gái sinh năm 1986, khi cô bé được 6 tuổi thì ông bà ly hôn, bà đưa con sang định cư tại Đức.
Ông kết hôn chính thức lần đầu với bà Thanh và có 2 người con gái, bà Thanh qua đời năm 1998.
Năm 2006, Lê Hùng kết hôn lần thứ hai với diễn viên chèo sinh năm 1984 Trần Hoài Thu, lúc này cô đang là diễn viên kịch hình thể của Nhà hát tuổi trẻ. Năm 2007, họ chào đón cô con gái chung; năm 2013, Hoài Thu sinh được một cậu con trai. Đến năm 2017, họ đã có 3 người con chung. Năm 2023, Hoài Thu được phong danh hiệu Nghệ sĩ nhân dân.

## Tác phẩm tiêu biểu
- Macbeth
- Brand
- Con vịt trời
- Nhà búp bê
- Âm mưu và Tình yêu (F. Schiller)
- 100 phút cuối cùng của Hàn Mạc Tử
- Đêm của bóng tối
- Ngụ ngôn năm 2000
- Đời cười
- Ngôi nhà của bé
- Vườn thiên đàng
- Những quân bài định mệnh